# Thiais
Thiais [tjɛ] ist eine französische Gemeinde mit 32.006 Einwohnern (Stand 1. Januar 2022) im Département Val-de-Marne in der Region Île-de-France; sie gehört zum Arrondissement L’Haÿ-les-Roses und zum Kanton Thiais.

## Geografie
Die Gemeinde liegt sieben Kilometer südsüdöstlich von Paris.
Ortsteile von Thiais sind (außer dem Zentrum): Les Grands champs, Grignon, Perruchet und Moulin Vert.
Nachbargemeinden von Thiais sind: Vitry-sur-Seine im Norden, Choisy-le-Roi im Osten, Rungis und Chevilly-Larue im Westen, Orly und Paray-Vieille-Poste im Süden.

## Geschichte

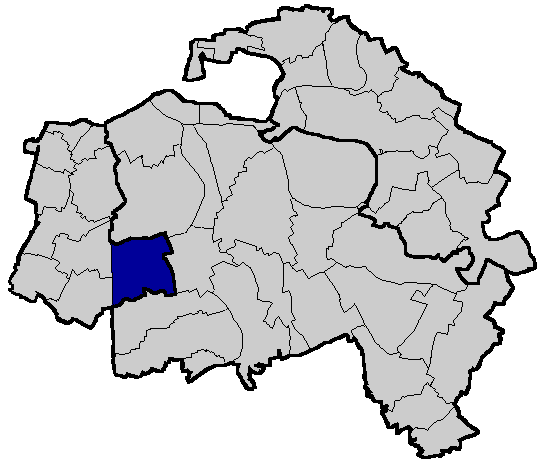
Thiais im Département Val-de-Marne

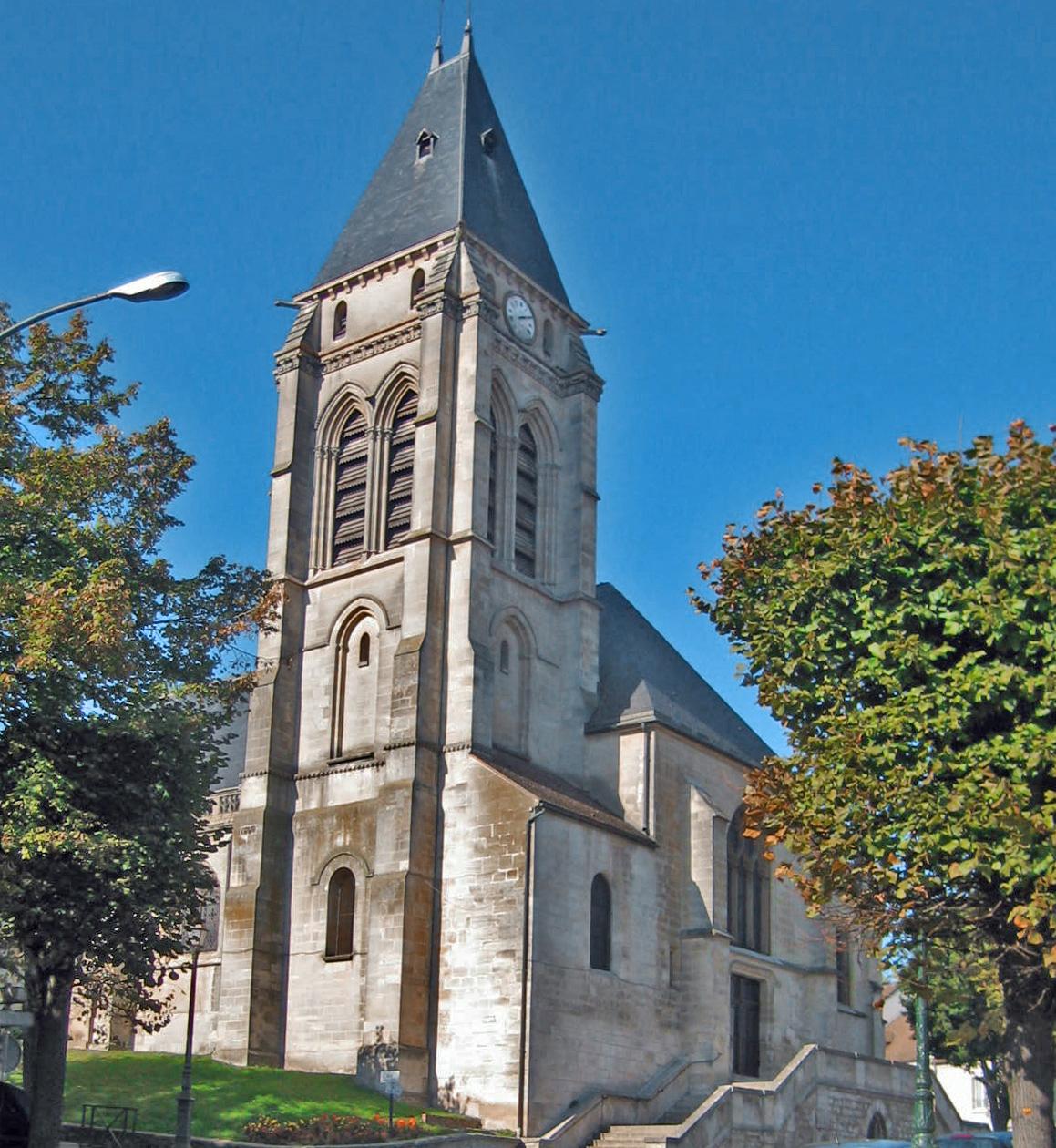
Kirche Saint-Leu-Saint-Gilles

Im Deutsch-Französischen Krieg wurde während der Belagerung von Paris (1870–1871) am 30. September 1870 ein Ausfall durch die in Paris eingeschlossenen Truppen versucht. Im Gefecht bei Chevilly, das auch auf dem Gebiet von Thiais geführt wurde, wurden die Französischen Einheiten aufgehalten und zurückgeschlagen. Die Gemeinden Chevilly und Thiais wurden bei diesen Kämpfen weitgehend zerstört.
Die Grande Mosquée de Paris erlangte 1957 von der Pariser Stadtverwaltung die Berechtigung, mehrere Divisionen des Cimetière parisien de Thiais als muslimischen Friedhof zu nutzen.
| Bevölkerungsentwicklung | Bevölkerungsentwicklung | Bevölkerungsentwicklung | Bevölkerungsentwicklung | Bevölkerungsentwicklung | Bevölkerungsentwicklung | Bevölkerungsentwicklung | Bevölkerungsentwicklung | Bevölkerungsentwicklung |
| ----------------------- | ----------------------- | ----------------------- | ----------------------- | ----------------------- | ----------------------- | ----------------------- | ----------------------- | ----------------------- |
| Jahr                    | 1962                    | 1968                    | 1975                    | 1982                    | 1990                    | 1999                    | 2006                    | 2011                    |
| Einwohner               | 15.116                  | 22.481                  | 27.298                  | 26.637                  | 27.515                  | 28.232                  | 29.315                  | 29.229                  |

## Verkehr

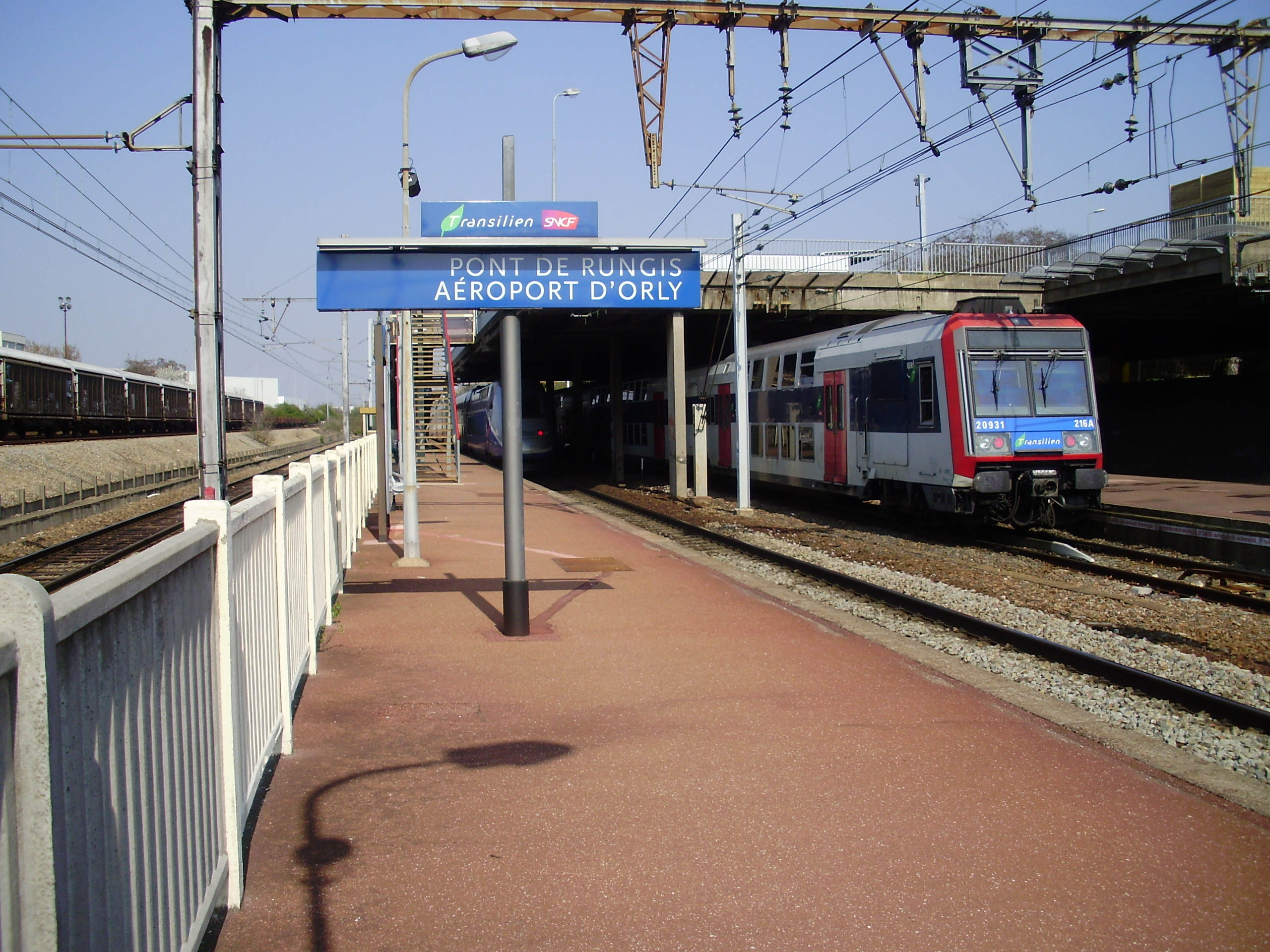
Zug des RER C im Bahnhof Pont de Rungis – Aéroport d’Orly

Thiais ist am Bahnhof Pont de Rungis – Aéroport d’Orly, am südwestlichen Rand des Stadtgebiets gelegen, über die Schnellbahnlinie C des Réseau express régional d’Île-de-France (RER) an das Nahverkehrsnetz des Großraums Paris angebunden. Unweit der östlichen Stadtgrenze liegt zudem in geringer Entfernung der Bahnhof Choisy-le-Roi, ebenfalls Station des RER C. Am westlichen Stadtrand befindet sich an der Avenue de Fontainebleau die Haltestelle La Belle Épine der Linie 7 der Pariser Straßenbahn.
Die Autoroute A 86, eine Ringautobahn um Paris, führt durch das Gebiet der Gemeinde. In der Nähe beginnt auch die Autoroute A 6 (Autoroute du Soleil) in den Süden Frankreichs bzw. führt die A 6b ins Zentrum der Hauptstadt. Auf dem Gebiet der Nachbargemeinde Orly befindet sich der Flughafen Paris-Orly.

## Sehenswürdigkeiten
Siehe auch: Liste der Monuments historiques in Thiais
- Die Kirche Saint-Leu-Saint-Gilles wurde im 12. Jahrhundert erbaut und ist ein Monument historique.
- Der Cimetière parisien de Thiais ist ein Friedhof, der 103 Hektar der Gemeindefläche beansprucht.

## Städtepartnerschaften
Einbeck in Niedersachsen (Deutschland) ist seit 1962 Partnerstadt von Thiais. Der Oberkreisdirektor des Landkreises Einbeck Walter Schaefer wurde wegen seiner Verdienste um die deutsch-französischen Beziehungen zum Ehrenbürger von Thiais ernannt.

## Persönlichkeiten
Söhne und Töchter der Stadt:
- Georges Dufrénoy (1870–1943), postimpressionistischer Maler
- Bénabar (* 1969), Chansonnier
- Stéphane Payen (* 1972), Jazzmusiker
- Raphaël Imbert (* 1974), Jazzmusiker, Leiter des Konservatoriums von Marseille
- Franck Tabanou (* 1989), Fußballspieler
- Tristan Lamasine (* 1993), Tennisspieler

Personen mit Beziehung zur Stadt
- René Panhard (1841–1908), Ingenieur und Geschäftsmann, Automobilpionier, Mitbegründer des Automobilherstellers Panhard & Levassor, lange Zeit Bürgermeister von Thiais
- Bernard Dorival (1914–2003), Kunsthistoriker und Kunstkritiker, in Thiais verstorben

Auf dem Cimetière parisien de Thiais begraben:
- Paul Celan (1920–1970), deutschsprachiger Lyriker aus Czernowitz[2]
- Kurt Gerstein (1905–1945), deutscher Kriegsverbrecher (Grab unauffindbar)[3]
- Alice Prin (1901–1953), französische Sängerin, Schauspielerin, Modell und Malerin (Grab aufgehoben)[1]
- Joseph Roth (1894–1939), österreichischer Schriftsteller und Journalist
- Jewgeni Samjatin (1884–1937), russischer Schriftsteller
- Lew Sedow (1906–1938), russischer Politiker, Sohn von Leo Trotzki
- Franz Stock (1904–1948), deutscher römisch-katholischer Priester und Seelsorger; Umbettung nach Chartres am 15./16. Juni 1963
- Zogu I. (1895–1961), albanischer König
- Farhad Mehrad (1944–2002), persischer Musiker